# Andrzej Grzyb (siatkarz)
Andrzej Grzyb (ur. 22 stycznia 1965 w Radomiu) – polski siatkarz, reprezentant Polski, medalista mistrzostw Polski. Menedżer siatkarski i przedsiębiorca.

## Życiorys
Jest wychowankiem Czarnych Radom, w drużynie juniorskiej tego klubu debiutował w 1983. W sezonie 1984/1985 debiutował w I lidze. Od 1985 występował w zespole AZS Olsztyn, z którym wywalczył wicemistrzostwo Polski w 1989 i brązowy medal mistrzostw Polski w 1990. W trakcie sezonu 1989/1990 doznał kontuzji, po której zadecydował o wcześniejszym zakończeniu kariery.
Z reprezentacją Polski juniorów wystąpił na mistrzostwach Europy w 1984 (7. miejsce). W reprezentacji Polski seniorów debiutował 12 maja 1985 w towarzyskim spotkaniu z Holandią. W 1986 wystąpił na mistrzostwach świata (9. miejsce) i Igrzyskach Dobrej Woli (7. miejsce), w 1989 na mistrzostwach Europy (7. miejsce). Ostatni raz w biało-czerwonych barwach zagrał 30 grudnia 1989 w towarzyskim spotkaniu z klubową drużyną Fiat Minas. Łącznie w I reprezentacji Polski wystąpił w 75 spotkaniach.